# 美晴ライジング
『美晴♥ライジング』（みはるライジング）は、大谷じろうによる日本の漫画。ソフトボールを題材としている。
『週刊ヤングサンデー』（小学館）2007年40号より、2008年の同誌休刊まで連載。『ヤングサンデー』休刊後は『スピリッツ増刊 YSスペシャル』（小学館）に引き継がれ、同誌VOL.3（2008年12月25日号）で完結した。単行本は全5巻（小学館ヤングサンデーコミックス）。

## ストーリー
長野の高校を卒業後、大手スーパー「ライズマート」に入社した天野美晴は、日本女子ソフトボール1部リーグ優勝経験のあるソフトボール部に入部するも、かつての栄光はすでになく、一時代を築いた監督の移籍事件もあり、現在は2部リーグ降格寸前にまで落ち込んでいた。
そこで、会社は甲子園出場の経験のある販売促進部の若きエース、一場幸輝を辞令によりソフトボール部の監督とする。はじめはソフトボールを馬鹿にしていた一場だったが、次第にソフトボールの面白さに目覚めていき、日本リーグ優勝を目指す。

## 登場人物

### ライズマート
全国展開をしているスーパーマーケット。ソフトボール部はかつては日本リーグ6連覇を果たしたこともある強豪だったが、本社からの予算削減により年々チームが弱体化してしまい、前年度は6勝16敗でリーグ10位だった。部員はわずか15名と極めて選手層が薄く、新入部員は美晴のみである。
天野美晴
ライズマート新入社員。背番号3。守備位置はピッチャー兼サード。右投げ右打ち。身長161cm。Gカップの巨乳。長野中央高校1年から連続してインターハイに出場し、2年時にはホームランを打ったものの、3年の時にけがをしてしまって試合に出場できなかったため、実力に反して知名度は低かった。憧れの実業団でプレイできることに胸を膨らませて上京した。入部に際しては消沈した雰囲気のチームにまったく期待されていなかったものの、徐々に投打のずば抜けたセンスや情熱を認められ、日本一を目指してチームを奮い立たせる。ソフトボールのルールと魅力を一場に教える。
一場幸輝
ライズマートの監督。背番号30。25歳。右投げ右打ち。
もともとは販売促進部の若きエリートであったが、突如ソフト部の監督就任を命じられる。本人にとっては左遷としか思えない人事と、ソフトボールを野球の簡易的なものとしか考えていなかったことから監督就任には抵抗していたが、美晴との勝負を通じてソフトボールに魅せられ、持ち前の明晰な頭脳や的確な判断力でチームを率いる。
かつては栃木県の成南学院のエース兼4番として甲子園に出場したこともあるが、肩の故障で野球を断念した過去を持つ。
斉藤ゆうき
オリンピック出場経験もある主将の3番打者。背番号10。13年目で30歳。右投げ左打ち。守備位置はファースト。長年の経験や知識を活かした作戦の立案をはじめ、個性多彩な選手達のまとめ役として一場をサポート。時には年下の一場をたしなめる。現役選手としては年長組だが、今シーズンも三冠を取る活躍で衰えはみせていない。口元のホクロが特徴的。
野々村真琴
ライズマートのホームベースを守る捕手兼マネージャー。背番号19。11年目で29歳。右投げ右打ち。相手選手を研究しつくした配球と優れた洞察力で投手陣をサポートし、打撃では四番を努めるまさに戦術の要。快活な関西弁でチームに活を入れる。
阿部さやか
ライズマートの1番打者。背番号6。5年目で22歳。右投げ右打ち。守備位置はショート。
美晴と同じライズマート小岩店勤務。職場でもチーム内でも切り込み隊長として活躍する。口が荒く、酒を飲むとさらに行動が荒くなる。
雑な面があるが、持ち前の明るさでチームをリードしている。
七瀬真理
2番打者。背番号7。4年目で21歳。右投げ左打ち。守備位置はセカンド。
美晴と同じ小岩店勤務。打撃ではソフトボール独持の打法であるスラップをものにしている。
さやかと仲がよく、夜にゲームを一緒にしている事が多い。（ただし、ゲームを誘うのはいつもさやかからであり、七瀬は気乗りしない。）
試合中どんな事があっても器用に対応をして、その巧みさでチームのポイントゲッターを務めている。
高橋和美
5番打者。背番号5。16年目で34歳。右投げ右打ち。守備位置はサード。物語終盤ではＤＰ（指名打者）としての出場が多くなる。
ライズマートには昨年移籍し、現在チーム最年長。
いつも和やかで、後輩にも優しい。前年は打撃不振だったが、もともとは打撃能力に長けている。
ライズマートが自分の最後のチームだと思っており、このチームで優勝したいと誰よりも強く思っている。
若松仁美
6番打者。背番号1。6年目で23歳。右投げ左打ち。守備位置はセンター。
ライズマート市川店勤務。外野手のリーダー的存在。
松原香織
7番打者。背番号8。5年目で22歳。右投げ右打ち。守備位置はレフト。
ライズマート市川店勤務。極度なあがり症で、上位打線になると打てなくなる。
熊谷百合子
8番打者。背番号21。5年目で22歳。右投げ右打ち。守備位置はピッチャー。
ライズマートのエースで、がっしりした体格に色黒な肌が特徴。
球速は速いが、ランナーが出るとすぐにイライラしてしまう。
3巻の21話目でぎっくり腰になってしまい、4巻34話で、ピッチャー前のフライをダイビングで捕ろうとして腰痛が悪化し試合中に気を失ってしまう。
かなり熱い性格で、その上素直じゃないため、腰痛の事も倒れるまでチームメイトに明かさなかった。
4巻40話では腰痛は回復、その後落ち着いたピッチングを心がけるようにしている。
永井遥
9番打者。背番号24。ＤＰ（指名打者）。7年目で25歳。右投げ左打ち。
普段バッティングはいいが、試合になると打てない。
そのため、物語終盤ではスタメンから外されてしまう。
木下理彩
DEFO（守備専門）。背番号2。3年目で23歳。右投げ左打ち。守備位置はライト。
守備に関してはセンスが異常によく、5巻49話では本塁にレーザービームを投げタッチアウトにするなど、攻守の選手。
宮嶋ふみ
ライズマートの元エースピッチャー。背番号11。10年目で27歳。
ルール改定による投捕間の距離延長で、しばらくスランプになる。
しかし、最近はエイトフィギュア投法をものにし、中継ぎ投手として活躍している。
森野いずみ
ライズマートのピッチャー。背番号16。2年目で19歳。右投げ右打ち。
ライズマートの負け投手で、「自分が投げると負ける」という思いからふさぎがちになっていた。
ピッチングも自信が無く、3巻で横山製作所の丹羽、久保田に「早く辞めろ」と言われ、以後チームを離れてしまう。
しかし4巻の熊谷の力投を見て復活、自信のある投球をするようになる。
内村美香
内野手兼外野手の、オールラウンド選手。背番号4。8年目で26歳。右投げ右打ち。
ピッチャーとキャッチャー以外はどこも守れる、一場監督曰く「貴重な控え選手」。
伊藤公子
控えキャッチャー。背番号27。5年目で22歳。右投げ左打ち。
北詰からは「教科書通りのリード」と評されていたが、野々村のもとで勉強し、コグレ化粧品との決勝戦では成長したリードを見せる。
実戦経験が少ないためフィールディングの失敗は多いが、前向きな性格のため、平常心でいられる。

### ライズマート社員
野本里奈
本社人事部所属。ソフトボール部の広報役であり、ソフトボール界全体の事情や個々の選手にも詳しい。一場を中心に、チームを陰でサポートする。
武宮兼平
ライズマート小岩女子寮寮長兼整体師。
ソフトボール部の応援団長でもある。65歳だが、入寮して間もない美晴の尻を触り、また一方では美晴の練習相手や、試合の審判を務めるなど、いろいろな意味で「まだまだ現役」である。

### コグレ化粧品
前年度はリーグ8位のチームだったが、今年度に入ってからは北詰の引き抜き、北村の獲得をするなど、戦力強化を積極的に行っている。
北村かなえ
背番号1。左投げ左打ち。美晴の高校時代のチームメイトでありライバル。天才的な選手だがチームの和よりも個々のパフォーマンスに重きを置くタイプで、チームからは浮いていた。コグレ化粧品に入社し、その実力は初シーズンからリーグを驚愕させる。美晴を最もよく知り、認めている選手でもある。
北詰監督
コグレ化粧品ソフトボール部の監督。
前年までのライズマートの監督で、かつてはライズマートを6年連続日本一に導いたこともある名将。
しかし、近年ライズマート本社が予算削減と満足な補強を行わないことに対して不満を感じ、ライズマートを辞めてコグレの監督に就任した。
そのいきさつからライズマートのチームメイトからはかなり嫌われており、阿部さやかは「ハゲ」と呼んでいる。
移籍時に、当時インターハイで活躍していたかなえを引っ張り、コグレ化粧品に入社させている。
岡部
コグレの元エースピッチャー。背番号18。
かなえの入部後、先発投手として起用される事が多くなった。
小田垣秀美
聖凛女子大出身のルーキー投手。背番号16。
前年のインカレで活躍した、大学ナンバー1の実力を持っていた凄腕。決め球はスライダー。

### 横山製作所
前年度はリーグ4位。厳しい練習に裏打ちされた組織的な戦術が自慢のチーム。
丹羽綾子
エース。右投げ右打ち。背番号18。
キレのあるボールを投げる。
若松とは高校時代の同級生であり、顔を合わせるたびにいがみ合っている。
久保田
小技のうまい内野手。右投げ左打ち。背番号6。守備位置はショート。
横山製作所の1番打者として、前年は5割を超える出塁率をたたき出した。
守備も名手と呼ばれるほどであり、ライズマート戦では勝利を決定づける中継プレーの指示をした。
丹羽と同じく若松とは高校時代の同級生であり、顔を合わせるたびにいがみ合っている。
馬場
日本代表でもあるチームの4番打者。背番号25。守備位置はライト。
4番としての打撃が注目されるが、外野手としての守備力も超一流と評価されている。
川田里恵
日本代表の主将を務める。右投げ左打ち。背番号19。守備位置はセンター。
打撃の実力もさるものながら、ライズマート戦ではホームラン性の打球を捕球し、さらに飛び出した一塁ランナーもレーザービームで刺すという好守備を見せる。

### ヨシダ自動車
前年度はリーグ2位。バッテリーが外国人という異色のチーム。
ミッシェル・スチュアート
アメリカ代表のエースピッチャー。左投げ左打ち。背番号16。
日本ソフトボール界のレベル向上のために請われて15年前に来日してから、ずっと日本リーグの第一線で活躍し、投打にわたる数々のタイトルを取ってきた大選手。
上田に次ぐ最速117㎞/hの速球を持ち、打撃でも熊谷や丹羽から長打を放つなど、3番打者として十分な実力を備えている。
他チームの偵察の合間にファンの子供にサインをするなど、ファンサービスも欠かさない。

### 三上ソフトウェア
前年度のリーグ優勝チーム。日本の大エース、上田ゆきえを擁している。
上田ゆきえ
日本最速の119km/hを誇る大エース。背番号27。
リーグ戦では18勝2敗防御率0.54という圧倒的な成績を残し、決勝トーナメントでもライズマート相手に立ちはだかる。